# Gareth Jones (producteur)
Pour les articles homonymes, voir Gareth Jones.
Gareth Jones né en 1954 à Warrington dans le Lancashire est un producteur de musique anglais qui a travaillé pour plusieurs groupes de new wave et pop rock, notamment au sein du label Mute Records.
Depeche Mode, Erasure et le groupe français Indochine sont les groupes avec lesquels il a le plus régulièrement travaillé, mais il a occasionnellement travaillé avec beaucoup d'autres artistes.

## Discographie en tant que producteur

### albums deDepeche Mode
- Construction Time Again (crédité en tant que « Tonmeister ») (1983)
- Some Great Reward (1984)
- Black Celebration (1986)
- Exciter (2001)

### albums d'Einstürzende Neubauten
- Halber Mensch (1985)

### albums d'Erasure
- Wild! (1989)
- Erasure (1995)
- Cowboy (1997)
- Other People's Songs (2003)
- Light at the End of the World (2007)
- Snow Globe (2013)

### albums d'Indochine
- Dancetaria (1999)
- Paradize (2002)

### album d'Interpol
- Turn On the Bright Lights

### albums deWire
- The Ideal Copy (1987)
- A Bell Is a Cup...Until It Is Struck (1988)

### albums projet électronique "Nous Alpha" (Gareth Jones & Christopher Bono)
- Without Falsehood (2019)
- A Walk in the Woods (2021)